# Johann Karl Jakob Gerst
Johann Karl Jakob Gerst, né le 22 juillet 1792 à Berlin et mort le 19 janvier 1854 dans la même ville, est un peintre de théâtre allemand.

## Biographie
À partir de 1808, Johann Karl Jakob Gerst apprend la peinture de théâtre pendant quatre ans auprès du peintre d'opéra Bartolomea Verona à Berlin. De 1812 à 1814, il fait son service militaire. Sur les conseils d'August Wilhelm Iffland, acteur et directeur du Théâtre national, il se tourne à nouveau vers l'art et travaille à partir de 1815 comme peintre auxiliaire pour le successeur de Bartolomea Verona, le professeur Burnrath à Berlin. De 1818 jusqu'à sa retraite en 1851, il est employé comme peintre décorateur royal et exécute nombre des célèbres projets de scène de Karl Friedrich Schinkel. En collaboration avec Friedrich Wilhelm Köhler, il crée notamment des décors pour la première représentation d'Euryanthe à Berlin par Carl Maria von Weber en 1825. Il enseigne également la peinture d'architecture et de paysage. Il compte parmi ses élèves son gendre, Carl Graeb, marié à sa fille Minna (1819-1891), ainsi que Karl Eduard Biermann, Eduard Pape et Bernhard Fiedler. Il est décoré de l'Ordre de l'Aigle rouge de première classe pour ses mérites.
Johann Karl Jakob Gerst est marié à Sophie, née Schmidt.